# Palomeras Bajas
Palomeras Bajas es un barrio en el distrito de Puente de Vallecas, en la ciudad española de Madrid. En 2017 contaba con una población de 39 329 habitantes.
Lo delimitan: al norte la Avenida de la Albufera, al este la Avenida de Buenos Aires, al sur el ferrocarril, y al oeste las calles Manuel Laguna, Sierra Nevada, Martínez de la Riva y Sierra Carbonera.
En el barrio se encuentran la sede de la Asamblea de Madrid y el estadio de Vallecas.

## Transportes

### Cercanías Madrid
La estación de El Pozo (C-2, C-7 y C-8) se encuentra al sur del barrio. La de Asamblea de Madrid-Entrevías, si bien está en un barrio vecino, también puede decirse que da servicio a zonas del barrio.

### Metro de Madrid
Al norte del barrio están las estaciones de Portazgo y Buenos Aires, ambas pertenecientes a la línea 1, bajo la Avenida de la Albufera.

### Autobuses
Dentro de la red de la Empresa Municipal de Transportes de Madrid, las siguientes líneas prestan servicio al barrio:
| Línea | Terminales                           |
| ----- | ------------------------------------ |
| 10    | Cibeles – Palomeras                  |
| 54    | Estación de Atocha – Congosto        |
| 57    | Estación de Atocha – Alto del Arenal |
| 58    | Puente de Vallecas – Santa Eugenia   |
| 103   | Estación El Pozo – Ecobulevar        |
| 136   | Pacífico – Madrid Sur                |
| 141   | Estación de Atocha – Buenos Aires    |
| 143   | Manuel Becerra – Villa de Vallecas   |
| 144   | Pavones – Entrevías                  |
| 310   | Pacífico – Estación de El Pozo       |
| N10   | Cibeles – Palomeras                  |
| N11   | Cibeles – Madrid Sur                 |
| N25   | Alonso Martínez – Villa de Vallecas  |